# 누른도요
누른도요(buff-breasted sandpiper, Calidris subruficollis)는 도요과에 속하는 새이다. 몸길이 24-30cm이고 부리는 8cm 가량이다. 몸빛은 등은 적갈색에 회색이나 검은색 얼룩이 있으며 꼬리는 흑갈색에 끝이 회색이다. 몸 아래쪽은 옅은 노란색에 암갈색 무늬가 있다. 턱은 흰색이고 부리는 연분홍빛을 띤다. 발에는 물갈퀴가 없다. 낮에는 숲에 있다가 해질 무렵부터 나와 강변이나 연못가의 지렁이·조개·곤충·풀씨 등을 먹는다. 4-6월에 3-4개의 알을 낳는다. 유라시아 대륙에서 번식하고 한국·대만·아프리카 등지에서 월동한다.